# Port d'Azov
Le port d'Azov est un port maritime dans l'est de la mer Noire.

## Histoire
Il se situe dans l'estuaire du Don et de la rivière Azov.
Il est connu au XVIIIe siècle, mentionné lors du transfert de la ville des turcs aux russes. En 1865 des travaux rendirent le port plus profond, les premières marchandises cités furent les céréales, le poisson ; le caviar puis vinrent le bois et matériaux de construction.
Actuellement il possède un dépôt pétrolier, un terminal de transbordement de méthanol deux terminaux, DonTerminal et Azovproduct. qui sont desservis par un oléoduc une zone pour les céréales de Groupe Louis-Dreyfus.
 Les infrastructures qui ont été incendiées par une frappe ukrainienne le 18 juin 2024.

## Infrastructures et installations

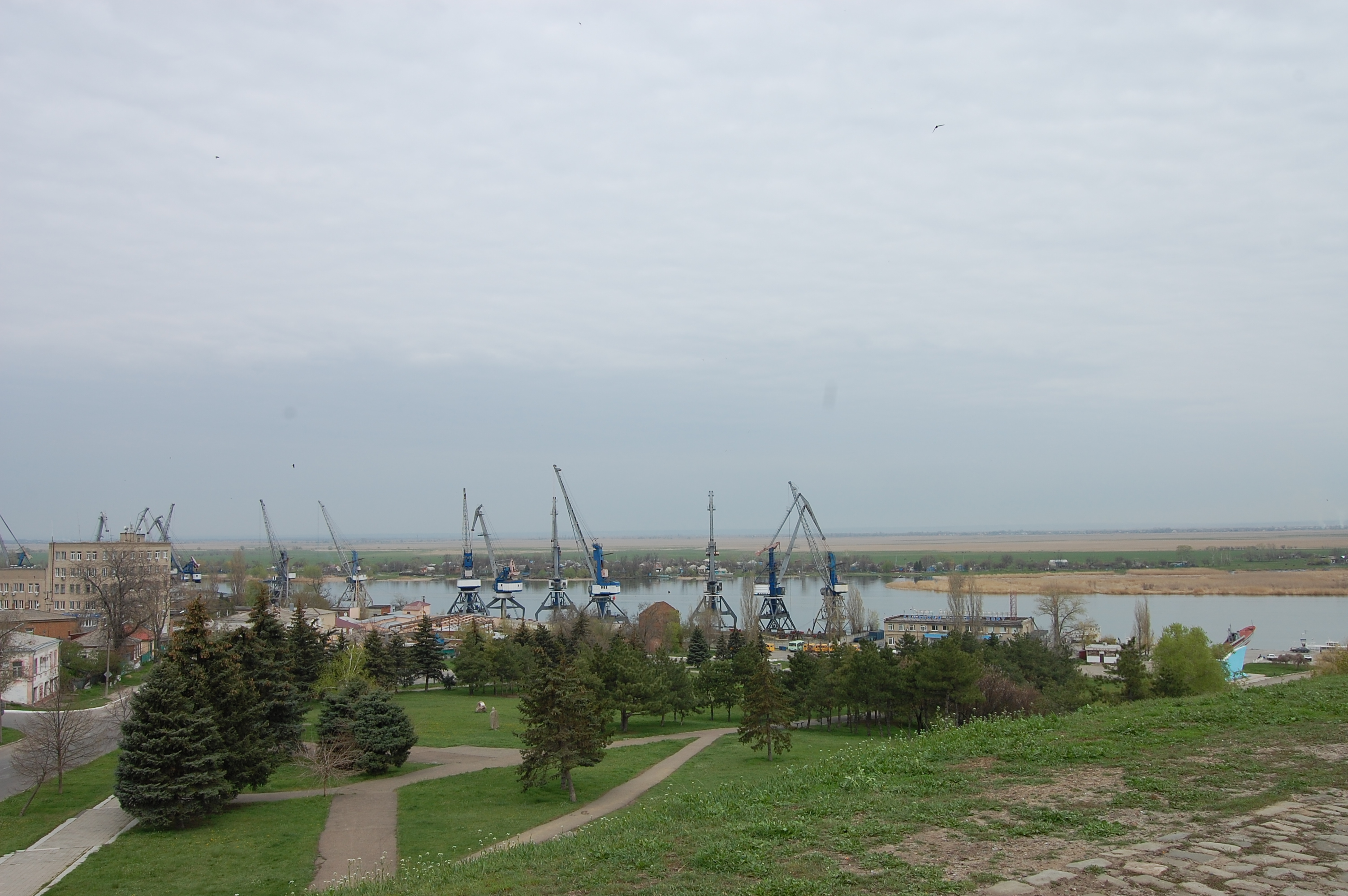
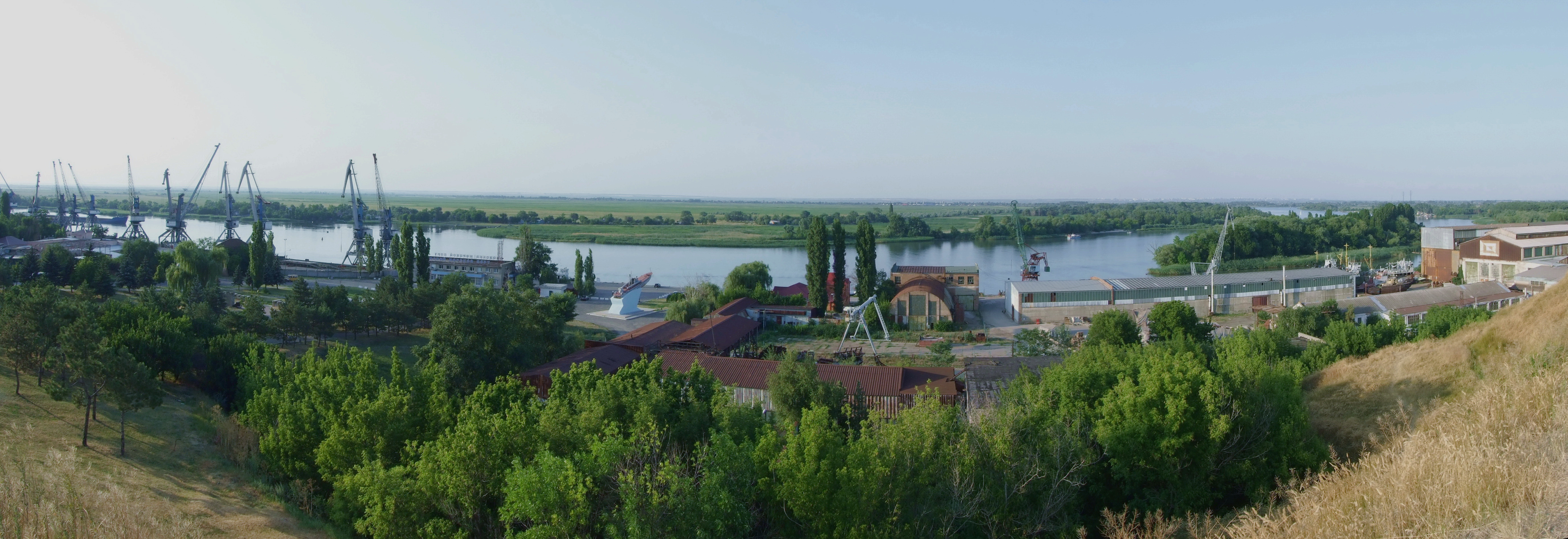